# Hirtodrosophila caputudis
Hirtodrosophila caputudis är en tvåvingeart som först beskrevs av David Grimaldi 1986.  Hirtodrosophila caputudis ingår i släktet Hirtodrosophila och familjen daggflugor. Inga underarter finns listade i Catalogue of Life.